# Orlen Lietuva
Orlen Lietuva (bivša Mažeikių nafta) je litavska petrokemijska industrija sa sjedištem u Mažeikiaiju a koja se bavi rafiniranjem nafte na području baltičkih zemalja. Tvrtka je u vlasništvu poljskog naftnog giganta PKN Orlena.

## Povijest
1964. godine sovjetska državna komisija za naftu je započela s ekonomskom studijom o otvaranju rafinerije nafte u Litvi. U to vrijeme je u SSSR-u izgrađen plinovod Polock - Ventspilis. Na kraju je državna komisija odlučila da će nova rafinerija biti na području Litve gdje se 1966. započelo s projektiranjem rafinerije i izgradnjom magistralnih cjevovoda sirove nafte u zemlji. 24. lipnja 1970. je odobreno da će se rafinerija izgraditi na području blizine grada Mažeikiaija.
Građevinski radovi na izgradnji rafinerije su započeli 1972. i trajali su do 1979. godine. Raspadom SSSR-a i osamostaljenjem Litve, Mažeikių nafta koja je bila u državnom vlasništvu je 1995. započela s pretvorbom u dioničko društvo. Litavska Vlada je imala u vlasništvu 90% dok je preostalih 10% dionica dodijeljeno radnicima rafinerije.
2000. godine se započelo sa sveobuhvatnim programom modernizacije rafinerije nafte.

## Rafinerija
Sjedište tvrtke je u gradu Mažeikiaiju gdje se nalazi i rafinerija nafte te ima kapacitet obrade 15 milijuna tona nafte godišnje. Tehnički, rafinerija godišnje obrađuje osam milijuna tona sirove nafte dok se preostali kapacitet koristi za obradu drugih energenata, primjerice zemnog plina. Orlen Lietuva je jedina rafinerija nafte u zemljama Baltika.
U povijesti je primarna sirovina obrade bila ruska nafta koja se transportirala naftovodom ruske petrokemijske industrije Družba. Međutim, taj naftovod je zatvoren na ruskom teritoriju od srpnja 2006. zbog tobožnjih popravaka. Danas se nafta dostavlja preko terminala Būtingė sa sjevera Litve.

## Naftovodi
Orlen Lietuva raspolaže sa sustavom naftovoda ukupne dužine oko 500 km. Taj sustav uključuje dva naftna crpilišta pokraj mjesta Biržai i Joniškis, cjevovode sirove nafte i dizelskog goriva koji vode do rafinerije u Mažeikiaiu i Ventspilsu i naftni terminal u Būtingėu.
Terminal Būtingė je bio u vlasništvu tvrtke Būtingės nafta da bi se 1998. spojila s rafinerijom Mažeikių nafta. Terminal se nalazi pokraj istoimenog pomorskog mjesta Būtingė te služi za izvoz nafte preko Baltičkog mora. Prvi je sirovom naftom napunjen tanker ruskog Yukosa u ljeto 1999.
Sam terminal može godišnje izvoziti 14 milijuna tona sirove nafte ali može služiti i za uvoz sirove nafte. Tako je prema izvješću iz 2006., terminal Būtingė izvozio 2,93 milijuna kubnih metara a uvozio 54 milijuna kubnih metara sirove nafte.
Tijekom izgradnje postrojenja pratila se i zaštita okoliša te uključuje testiranje morskih i podzemnih voda kako bi se otkrile potencijalne rupe na naftovodu.

## Proizvodi
- automobilsko gorivo (benzin, dizel i auto-plin),
- zrakoplovno gorivo,
- gorivo za postrojenja,
- asfalt i bitumen,
- sumpor.

### Prodaja naftnih proizvoda
Industrija nafte Orlen Lietuva svoje naftne proizvode prodaje sljedećim korisnicima:
- Zapadna Europa (39%)
- Litva (22%)
- SAD (18%)
- Estonija (7%)
- Latvija (7%)
- Poljska (5%)
- Ukrajina i Moldova (2%, kombinirano).

## Vlasništvo
29. listopada 1999. litavska Vlada te predstavnici rafinerija Mažeikių nafte i Williamsa su potpisali sporazum prema kojem je američka tvrtka kupila 33% dionica domaće naftne kompanije. Novi investicijski sporazum, ovaj puta između litavske Vlade te predstavnika Williamsa i Yukosa je potpisan 18. srpnja 2002. prema kojem je ruski Yukos postao vlasnikom 26,85% Mažeikių nafte. Već nakon dva mjeseca Yukos je od Williamsa kupio dodatnih 26,85% tvrtke. Time je postao njezinim većinskim vlasnikom te je preuzeo sva prava i obveze Williamsa koji je on potpisao s Vladom Litve 1999. godine.
Ipak, ruski Yukos je otišao u stečaj početkom kolovoza 2006. te je bio primoran prodati svoju imovinu. Među potencijalnim kupcima litavske rafinerije bile su naftne industrije iz Rusije, Kazahstana i Poljske. Nakon mjeseci pregovaranja poljski naftni gigant PKN Orlen je postao novi većinski vlasnik Mažeikių nafte koja je 1. rujna 2009. godine promijenila naziv u Orlen Lietuva. Danas je PKN Orlen 100%-tni vlasnik litavske rafinerije.

## Sponzorstva
15. listopada 2004. tvrtka je sa 650.000 litasa financirala izgradnju crkve sv. Franje Asiškog u svojem gradu.
2008. godine rafinerija je bila sponzor litavske košarkaške reprezentacije na OI u Pekingu dok je tijekom 2011. i 2012. sponzorirala nacionalni filharmonijski orkestar.
Tvrtci je 2013. godine dodijeljena "Nagrada za socijalnu tvrtku 2012." zbog nesebične podrške gradu i zajednici grada Mažeikiaija.

## Vanjske poveznice
- Službena web stranica tvrtke